# РНК полимераза
РНК полимераза е всеки ензим, който използва АТФ, ГТФ, ЦТФ и УТФ за синтезата на РНК от ДНК или РНК матрица.
ДНК-зависими РНК полимерази включват ензимите на транскрипцията на ДНК и праймазите, които синтезират РНК зародишите, необходими за репликацията.
РНК-зависима РНК полимераза участва в репликацията на вирусната РНК.
ДНК-зависимите катализират реакции между нуклеозид трифосфатите за формиране на РНКn+1 от РНКn и пирофосфат.

### Прокариотна РНК полимераза
В прокариотите има една-единствена РНК полимераза, която транскрибира всички класове ДНК.
Същинската част на този ензим при Escherichia coli е изградена от три типа субединици: 2α,1β и 1β′. Тази сърцевина има афинитет към ДНК.
Към ензима има допълнителна σ-субединица (сигма-фактор), която участва в разпознаването на промотора на гена и инициацията на транскрипцията. Различни сигма-фактори разпознават промоторите на различни гени.
Сигма-факторът е свързан в РНК полимеразния комплекс до разпознаването на съответния промотор, след което се отделя от ензима със започването на транскрипцията.
Функциите на останалите субединици не са напълно изяснени. За β се смята че участва в свързването на нуклеозидните субстрати. Именно тя се атакува от антибиотиците рифамицин и стрептолигидин.
Субединицата β′ (155kD) вероятно се свързва с ДНК матрицата.
Фаговите РНК полимерази са още по-просто устроени и често имат само една субединица с големина до 100kD.

### Еукариотни РНК полимерази
Еукариотите имат три типа ДНК-зависима РНК полимераза в ядрото, всеки от които синтезира различен тип РНК.
РНК полимераза I е локализирана в ядърцето, транскрибира предшествениците на рРНК: 28S,18S и 5,8S. Има 13 субединици с обща молекулна маса около 600kD. Разпознава един тип промотори и се нуждае от най-малко два допълнителни фактора. Ензимната ѝ активност в клетката е до 70% от общата полимеразна активност.
РНК полимераза II се намира в нуклеоплазмата и синтезира предшествениците на иРНК. Тя е изградена от две главни субединици от 215 и 139 кило далтона и няколко от по-малки полипептида. Първата по размер субединица е хомолог на β′ от прокариотната РНК полимераза. Притежава „домейн от карбоксилни опашки“, изграден от повтарящи се последователности от седем аминокиселини. Участва в инициацията, при отделянето на РНК полимерза II от преинициаторния комплекс. Втората по размер субединица е хомолог на β при прокариоти, а има и трета с много по-малки размери, която е хомоложна на α-субединицата. Три от останалите субединици се срещат и при трите типа полимерази.
РНК полимераза III, също в нуклеоплазмата, отговаря за синтеза на предшествениците на рРНК 5S, тРНК и мяРНК. Разполага с 14 субединици и молекулна маса 700kD.
Различните еукариотни РНК полимерази могат да бъдат разпознати благодарение на различната им чувствителност към алфа-аматин. Първият клас ензими не се инхибира от този пептид, докато при втория клас се забелязва моментално ихибиране при ниска концентрация. Третият клас има представители с различна чувствителност.